# Anatal z Milána
Anathalon (latinsky: Anatalius, Anatolius, italsky: Anatalone, Anatalo, Anatolio, byzantskou řečtinou: Ανατόλιος) byl prvním známým milánským biskupem, který žil na konci 2. nebo na začátku 3. století. Pozdější tradice ho uvádí také jako prvního biskupa Brescie. Je uctíván jako světec v katolické i východní pravoslavné církvi, které slaví jeho svátek 24. září. V Miláně je však připomínán 25. září.

## Život
Neexistují žádné určité informace o tomto světci, ale pravděpodobně byl prvním biskupem Milána.
První informace je legenda Gesta episcoporum Mettensium Paula Diacona pocházející z konce 8. století, ve které autor uvádí že byl jedním z učedníků Svatého Petra a že on sám ho poslal do Milána jako prvního biskupa diecéze. V některých byzantských katalozích učedníků Páně, Anatalon je uváděn jako učedník Svatého Barnabáše apoštola.
Legenda o jeho životě každopádně uvádí, že nechal postavit kostel zasvěcený Salvátorovi na místě bývalého chrámů boha Merkura nebo Apollóna, v místě kde dnes stojí kostel San Giorgio al Palazzo.
Po jeho smrti, pravděpodobně v 5. století, byly některé jeho relikvie (látka kterou se dotkli jeho těla) přeneseny do Milána, do kaple věnované ad Concilia Sanctorum. Jeho pohřebiště bylo neznámé dlouhou dobu ale v milánské bazilice Svatého Babily se slavil symbolický pohřeb.
Dokument z roku 1263 říká, že Svatý Anatalon byl pohřben v kostele Svatého Floriána v Brescii, kde se věří že byl také jejím prvním biskupem; po potvrzení této teze se roku 1472 objevily některé jeho ostatky, které byly přeneseny do katedrály města, kde jsou stále předmětem velkého uctívání.